# Attavante degli Attavanti
Gabriello di Vante, más conocido como Attavante degli Attavanti (Castelfiorentino, 1452 - Florencia, c. 1517) fue un célebre miniaturista italiano, del que se conservan misales y manuscritos ilustrados de su mano, destacando entre otros el Misal de Matías Corvino, que se custodia hoy en día en la Biblioteca Real de Bruselas y un espléndido Codice delle rime e dei triomphi, en la actualidad en la Biblioteca Nacional de Florencia. Su estilo, de excepcional calidad, recoge influencias quattrocentistas como las de Domenico Ghirlandaio o Bartolomeo della Gatta.De él dijo Giorgio Vasari, que "en cosa de aquellos tiempos no se puede ver en estas obras pequeñas nada mejor ni trabajo hecho con mayor invención, juicio y diseño, y, sobre todo, los colores no pueden ser más bellos de lo que son, ni puestos más delicadamente en sus lugares con graciosísima gracia". 